# Апненик при Великем Трну
Апненик при Великем Трну (словен. Apnenik pri Velikem Trnu) је насељено место у саставу општине Кршко, која припада Посавској регији у Републици Словенији.

## Географија
Насеље површине 0,90 км², налази се на надморској висини 378,7 метара.

## Историја
До територијалне реорганицације у Словенији, Апненик при Великем Трну се налазио у саставу старе општине Кршко.

## Становништво
Приликом пописа становништва 2011. године Апненик при Великем Трну је имао 87 становника.
| 1991 | 2002 | 2011 |
| 22   | 24   | 30   |

Напомена: До 1953. исказивано под именом Апненик.